# División de Gobierno Digital
La División de Gobierno Digital (DGD) es un organismo estatal chileno, que depende administrativamente del Ministerio Secretaría General de la Presidencia, y que tiene por misión definir e implementar la política de gobierno digital, para coordinar, orientar y apoyar transversalmente a las instituciones del Estado, en el uso estratégico de las tecnologías digitales, con el fin de implementar políticas de administración electrónica.

## Objetivos estratégicos
La División de Gobierno Digital tiene los siguientes objetivos:
- Elaborar y promover la política de Gobierno Digital, generando contenidos, indicadores y normas.
- Desarrollar herramientas digitales habilitantes para mejorar la gestión pública.
- Coordinar proyectos de alto impacto para mejorar los servicios que las Instituciones entregan a los ciudadanos.

Mantiene el sitio web gob.cl

## Áreas de trabajo
- Políticas y Estudios
- Tecnologías Digitales
- Servicios Ciudadanos

## Funciones
Las funciones de la División de Gobierno Digital son:
- Proponer la estrategia de Gobierno Digital con un enfoque integrado de gobierno.
- Elaboración de normas y estándares técnicos de Gobierno Digital.
- Coordinación interministerial para promover el desarrollo digital y la innovación pública.
- Mejorar la entrega de servicios mediante el uso estratégico de tecnologías digitales.
- Coordinar iniciativas de gobierno abierto mediante el uso de tecnologías digitales.
- Coordinar y/o implementar servicios compartidos y herramientas habilitantes de Gobierno Digital.
- Promover la innovación en la gestión pública mediante el uso de tecnologías.
- Analizar, dar seguimiento y evaluar proyectos estratégicos intensivos en tecnologías digitales.
- Realizar estudios, análisis, evaluaciones para la formulación e implementación de políticas de Gobierno Digital.[2]